# Adam Helcelet
Adam Sebastian Helcelet (Turnov, 27 oktober 1991) is een atleet uit Tsjechië, die gespecialiseerd is in de tienkamp. Hij nam tweemaal deel aan de Olympische Spelen, maar won hierbij geen medailles.

## Biografie
Helcelet werd in 2013 derde op de Europese kampioenschappen in de leeftijdscategorie onder 23 jaar (U23). Zijn grootste succes tot nu toe behaalde hij op de Europese kampioenschappen van 2016 door zilver te veroveren op de tienkamp, na Thomas Van der Plaetsen. Met het door hem gescoorde puntentotaal van 8157 voldeed hij aan de norm voor selectie voor de Olympische Spelen in Rio. In de Braziliaanse stad verbeterde hij zijn persoonlijk record vervolgens tot 8291 punten. Hij eindigde hiermee op een twaalfde plaats in een wedstrijd, die werd gewonnen door de Amerikaan Ashton Eaton met een verbetering van het olympisch record tot 8893 punten.
Helcelet is aangesloten bij PSK Olymp Praha.

## Titels
- Tsjechisch kampioen tienkamp - 2011
- Tsjechisch indoorkampioen zevenkamp - 2013, 2015, 2016

## Persoonlijke records
Outdoor
| Discipline           | Prestatie | Wind (m/s) | Datum             | Plaats         |
| -------------------- | --------- | ---------- | ----------------- | -------------- |
| 100 m                | 10,81     | +0,3       | 14 juli 2011      | Ostrava        |
| 200 m                | 21,93     | -0,5       | 19 mei 2012       | Praag          |
| 400 m                | 48,66     |            | 28 mei 2011       | Praag          |
| 1500 m               | 4.34,41   |            | 18 augustus 2016  | Rio de Janeiro |
| 110 m horden         | 14,18     | +1,5       | 19 mei 2012       | Praag          |
| 400 m horden         | 52,00     |            | 17 september 2011 | Praag          |
| hoogspringen         | 2,07      |            | 15 september 2012 | Talence        |
| polsstokhoogspringen | 5,00      |            | 12 juli 2013      | Talence        |
| verspringen          | 7,48      | +1,6       | 16 juni 2012      | Vyškov         |
| kogelstoten          | 15,44     |            | 28 februari 2016  | Ostrava        |
| discuswerpen         | 47,12     |            | 7 juli 2016       | Amsterdam      |
| speerwerpen          | 71,56     |            | 12 augustus 2017  | Londen         |
| tienkamp             | 8335      |            | 27/28 mei 2017    | Götzis         |

Indoor
| Onderdeel            | Prestatie | Datum            | Plaats    |
| -------------------- | --------- | ---------------- | --------- |
| 60 m                 | 6,98      | 7 februari 2015  | Praag     |
| 1000 m               | 2.42,26   | 3 maart 2013     | Göteborg  |
| 60 m horden          | 7,94      | 29 januari 2017  | Praag     |
| hoogspringen         | 2,06      | 9 maart 2012     | Istanboel |
| verspringen          | 7,60      | 7 februari 2015  | Praag     |
| polsstokhoogspringen | 5,10      | 12 februari 2017 | Praag     |
| kogelstoten          | 15,25     | 4 maart 2017     | Belgrado  |
| zevenkamp            | 6188 p    | 12 februari 2017 | Praag     |

## Palmares

### zevenkamp
- 2012: 5e WK indoor - 5878 p
- 2013: 4e EK indoor - 6095 p
- 2015: 5e EK indoor - 6003 p
- 2016: 5e WK indoor - 6003 p
- 2017:  EK indoor - 6110 p

### tienkamp
- 2009: 8e EK U20 - 7286
- 2011: 4e EK U23 - 7966 p
- 2012: DNF WK U20
- 2012: 8e EK - 7998p
- 2013:  EK U23 - 8252 p
- 2014: 11e EK - 7955 p
- 2014:  TNT Express Meeting - 7989 p
- 2015: 11e WK - 8234 p
- 2016:  EK - 8157 p
- 2016: 12e OS - 8291 p
- 2016:  IAAF World Combined Events Challenge - 24498 p
- 2017: 8e WK - 8222 p
- 2021: 16e OS - 8004 p